# Вікіпедія мовою сорані
Вікіпедія мовою сорані (сорані ویکیپیدیای کوردیی ناوەندی) — розділ Вікіпедії мовою сорані. Створена у 2009 році. Вікіпедія мовою сорані станом на 24 березня 2025 року містить 76 328 статей, 67 741 зареєстрованого користувача, 155 активних дописувачів, 7 адміністраторів
. Загальна кількість сторінок у Вікіпедії мовою сорані — 245 351, редагувань — 1 432 921, завантажених файлів — 2970
. Глибина (рівень розвитку мовного розділу) Вікіпедії мовою сорані мала і становить 28.6 пунктів
. 

## Історія
- Січень 2008 — створена 100-та стаття[2].
- Жовтень 2009 — створена 1 000-на стаття[2].
- Грудень 2012 — створена 10 000-на стаття[2].
- Вересень 2014 — створена 15 000-на стаття[3].